# Кергелен
Острва Кергелен (фр. îles Kerguelen) су архипелаг на југу Индијског океана који је једна од пет области територије Француске јужне и антарктичке земље. 
На острвима влада океанска, али још не поларна клима, са јаким и хладним ветровима. Највиша тачка острва је Мон Рос на 1.850 метара. Површина Кергелана је 7.215 km², од чега на централно острво отпада 6.675 km². 

## Положај
Архипелаг Кергелен се налази између 48°35' и 49°54' јгш, и 68°43' и 70°35' игд. Ово су суб-антарктичка острва вулканског порекла, удаљена више од 3.300 km од најближе насељене територије. До обале Антарктика има 2.000 km, до острва Реинион 3.400 km, до Аустралије 4.800 km. 

## Историја
Острва су пронађена крајем XVIII века - 1772. године. Пронашао их је истраживач Ив Жозеф де Кергелен де Тремарек, по коме је архипелаг добио име. До острва је 1776. године стигао и капетан Џејмс Кук. 
Почетком XX века, на овим острвима су често боравили ловци на фоке и китове који су уништили животињски свет. Данас на острвима, која имају статус резервата природе, живе обновљене популације морских птица, нарочито албатроса, као и морских слонова. 
Од 1950. године, Француска је обезбеђивала рад сталне логистичке и научне базе у станици Порт о Франсез. У њој у сваком тренутку живи 60 до 100 људи. 